# ラヴ・カムズ
「ラヴ・カムズ」 (Love Comes) は、イギリスのガールグループであるバナナラマの楽曲。2009年9月6日に10枚目のスタジオ・アルバム『ビバ』からリード・シングルとして発売された。

## 解説
「ラヴ・カムズ」は2009年9月6日にデジタル・ダウンロードで発売され、9月7日にCDやレコードといった物理フォーマットでも発売された。曲はバナナラマのメンバーであるサラ・ダリンとカレン・ウッドワードとプロデューサーのイアン・マスターソンによって書き上げられた
。CDシングルのカップリングには「クルーエル・サマー」のニュー・ヴァージョンが収録され、レコード盤にはカバー曲が収録された。
この曲はグループにとってユニゾンより各人のソロパートが多い初めてのシングルとなった。
9曲入りのリミックス・プロモシングルは2009年7月に発売された。
全英シングルチャートでは26位を記録。

## ミュージック・ビデオ
「ラヴ・カムズ」のビデオは2009年7月1日にロンドンで撮影された。ビデオはレトロな召し物を着用したダリンとウッドワードをフィーチャーしており、外とスタジオ両方で撮影された。ビデオのテーマは様々なファッション雑誌やトレンドを振り返るような内容であり、それぞれがグラマーに見えるように意図されている。多くのシーンで曲の歌詞が背景や彼女たち自身にプロジェクションで投影されている。

## 収録曲
7インチ ピクチャー・ディスク（カレン）
1. "Love Comes" (radio edit)
2. "Voyage Voyage" (D. A. Dubois/J. M. Rivat)

7インチ ピクチャー・ディスク（サラ）
1. "Love Comes" (radio edit)
2. "Tokyo Joe"  (B. Ferry)

CDシングル
1. "Love Comes" (radio edit)
2. "Cruel Summer '09"

ダウンロード
1. "Love Comes" (album version)
2. "Love Comes" (Ian Masterson's 12-inch Extended mix)
Remixed by Ian Masterson

iTunes特別 リミックス・バンドル
1. "Love Comes" (Radio Edit)
Remixed by Ian Masterson
2. "Love Comes" (Riff & Rays Club Mix)
3. "Love Comes" (Wideboys Club Mix)
Remixed by Jim Sullivan & Eddie Craig

その他のリミックス・バンドル (Amazon MP3, 7 Digitalなど)
1. "Love Comes" (Radio Edit)
Remixed by Ian Masterson
2. "Love Comes" (Riff & Rays Radio Edit)
3. "Love Comes" (Wideboys Radio Edit)
Remixed by Jim Sullivan & Eddie Craig

別ヴァージョン (Amazon MP3, 7 Digitalなど)
1. "Love Comes" (Alternate Version) or (Wideboys A Mix)
Remixed by Jim Sullivan & Eddie Craig

プロモ・リミックス
1. "Love Comes" ([Wideboys club mix)
Remixed by Jim Sullivan & Eddie Craig
2. "Love Comes" (Riff & Rays club mix)
3. "Love Comes" (Ian Masterson's extended mix)
Remixed by Ian Masterson
4. "Love Comes" (Wideboys dub)
Remixed by Jim Sullivan & Eddie Craig
5. "Love Comes" (Riff & Rays radio edit)
6. "Love Comes" (Wideboys club edit)
7. "Love Comes" (Wideboys A mix)
Remixed by Jim Sullivan & Eddie Craig
8. "Love Comes" (Radio edit)
9. "Love Comes" (Album version)

## チャート
| チャート (2009)      | 最高 順位 |
| -------------------- | --------- |
| 全英シングルチャート | 44        |

## ノート
- 「ヴォヤージュ・ヴォヤージュ」(Voyage Voyage)はデザイアレス（英語版）の曲のカバー。
- 「トウキョウ・ジョー」(Tokyo Joe)はブライアン・フェリーの曲のカバー。